# Montemboeuf
 Montembœuf  es una comuna y población de Francia, en la región de Poitou-Charentes, departamento de Charente, en el distrito de Confolens. Es la cabecera del cantón de su nombre.
Su población en el censo de 1999 era de 669 habitantes.
Está integrada en la Communauté de communes de Haute Charente .

## Demografía
| 777 | 756 | 676 | 701 | 708 | 669 |
| Para los censos de 1962 a 1999 la población legal corresponde a la población sin duplicidades (Fuente: INSEE [Consultar]) |     |     |     |     |     |